# Manolete
Manuel Laureano Rodriguez Sanchez, cunoscut sub numele de Manolete, (n. 4 iulie 1917, Córdoba, Andaluzia, Spania – d. 29 august 1947, Linares, Andaluzia, Spania) a fost un toreador spaniol.

## Filmografie
- 1956 Torero, regia Carlos Velo